# Thure Gustav Klinckowström
Thure Gustav Klinckowström, auch Gustav Thure (* 27. Oktober 1693; † 16. Januar 1765), war Kanzler von Schwedisch-Pommern.

## Leben
Thure Gustav von Klinckowström war ein Sohn des 1684 geadelten Martin Klinckowström und dessen erster Frau Anna Elisabeth Vorberger. 1711 wurde er außerordentlicher, 1715 ordentlicher Referendar am Hofgericht Greifswald. 1721 wurde er Archivar. 1732 wurde er Lehnssekretär der schwedischen Regierung in Pommern und 1734 Regierungsrat. 1751 wurde er zum Ritter des Nordstern-Ordens ernannt. 1758 wurde er Kanzler und Direktor der Regierung Schwedisch-Pommerns. Mehrere Jahre war er Präsident der pommerschen Reduktionskommission. 
Zusammen mit seinem Bruder Leonhard wurde er 1759 in den schwedischen Freiherrnstand erhoben. Er war mit Maria Charlotte von Borcke (1714–1785) verheiratet, einer Tochter des preußischen Generalmajors Friedrich Wilhelm von Borcke. Der Ehe entstammten zwei Töchter und zwei Söhne. Sein Sohn Thure Leonard Klinckowström (* 1735; † 1821) wurde schwedischer Oberhofmarschall und Präsident des Wismarer Tribunals.
Der spätere Pfarrer an der Stralsunder Heilgeistkirche, Johann Christian Müller, war von November 1751 bis August 1752 Hofmeister, d. h. Hauslehrer, bei Klinckowström. Er hat darüber in seiner Autobiographie ausführlich berichtet und weiß wenig Schmeichelhaftes über den Hausherrn zu berichten.